# Elfriede Jelinek
Elfriede Jelinek (Mürzzuschlag, 20. listopada 1946.), austrijska književnica.

## Život
Njezin otac, češki židov bio je kemijski inženjer koji je za vrijeme II. svjetskog rata radio u strateški važnoj industrijskoj proizvodnji što mu je spasilo život. Ipak, veliki dio njezine obitelji postale su žrtvama holokausta. Njezina „dominantna“ majka s kojom je Elfriede dijelila kućanstvo i kao odrasla žena i s kojom se nije dobro slagala, bila je iz nekad imućne bečke obitelji. Kao dijete, Elfriede je patila od, što je ona smatrala, previše konzervativnog odgoja u tradicionalnoj katoličkoj školi. Usporedno, njezina majka je za nju planirala i glazbenu karijeru, jer je zarana pokazivala veliku nadarenost. Već u dobi od sedam godina Elfriede pohađa sate glasovira, orgulja, gitare, violine i pjevanja. Kasnije studira i stječe diplomu Bečkog konzervatorija, odsjek orgulja. Također studira i povijest umjetnosti i teatrologiju na Bečkom sveučilištu, međutim studij je primorana prekinuti zbog narušenog zdravlja.

## Nobelova nagrada
Komentirajući Nobelovu nagradu rekla je da se osjeća sretnom i očajnom u isto vrijeme: "očajnom zbog činjenice da postajem poznatom, javnom osobom." Tipično za njenu skromnost i profinjenu samoironiju upitala se – feministička spisateljica s reputacijom - je li dobila nagradu najviše zbog činjenice što je žena i rekla da bi među njemačkim autorima Peter Handke, kojeg ona drži za "živućeg klasika," bio mnogo prikladniji odabir.
Način na koji joj je uručena Nobelova nagrada (video ceremonija) bila je predmet kritike za neke. Drugi su je cijenili zbog iskrene obznane da pati od agorafobije i socijalne fobije. Jelinek je rekla kako je njena bolest sprječava čak i u odlasku u kino ili letenje avionom, u jednom intervjuu je izjavila kako bi željela da jednog dana bude u mogućnosti da odleti u New York i vidi nebodere prije nego što umre, te nije u mogućnosti da prisustvuje ceremoniji. Tako je, opet potpuno u njezinom stilu, rekla, što je i snimljeno: "Jako bih voljela bih biti i u Stockholmu, ali ja se ne mogu kretati brzo ni daleko kao moje riječi."

## Važnija djela
- "Pijanistica"
- "Naslada"
- "Ljubavnice"